# Maurice Marinot

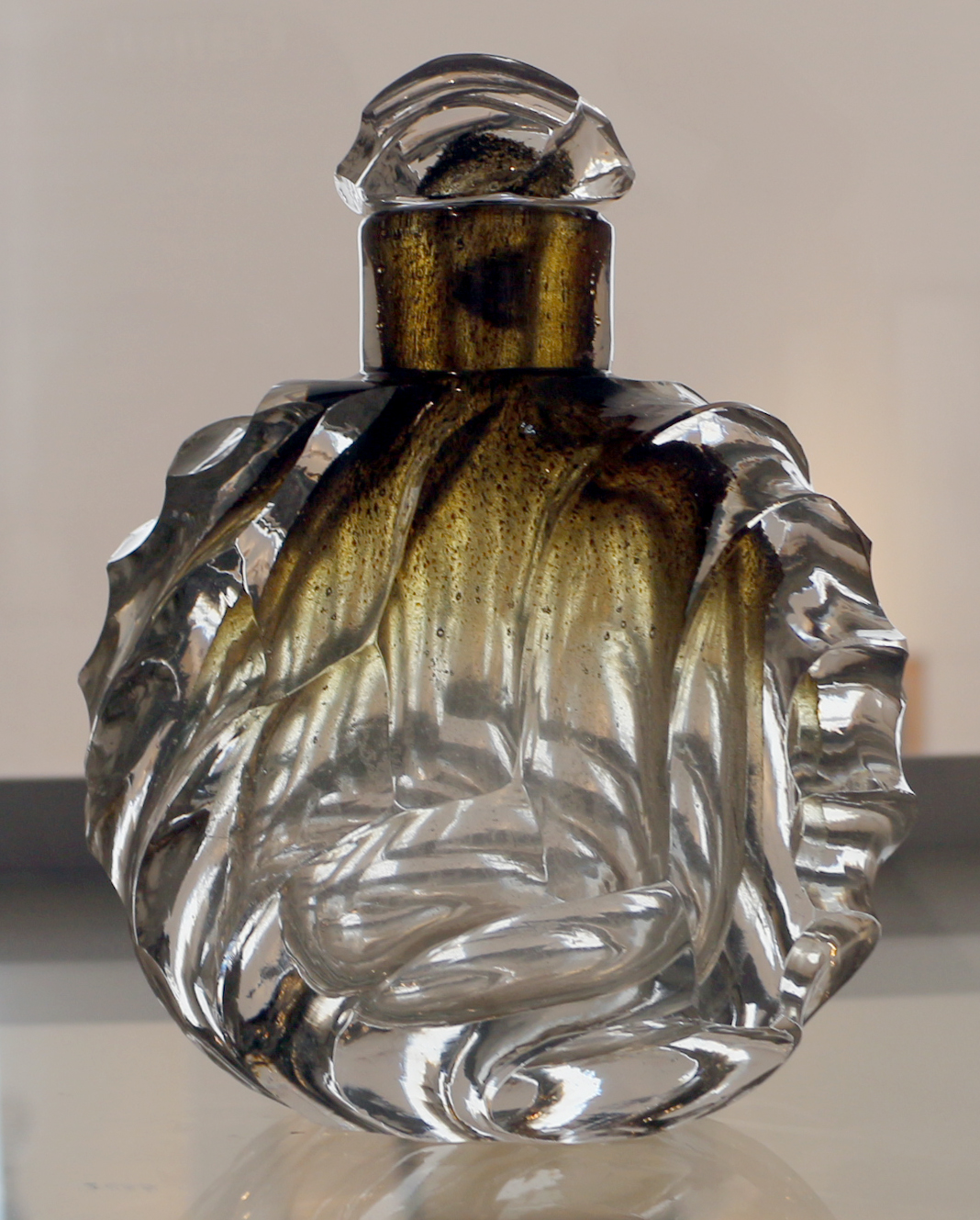
Bouteille (1933)

Maurice Marinot, né le 20 mars 1882 à Troyes, où il est mort le  8 février 1960, est un artiste peintre et artisan verrier français.

## Biographie
Maurice Marinot est issu d'une famille de bonnetiers, il convainc en 1901 ses parents de l'envoyer à l'École des beaux-arts de Paris où il intègre l'atelier de Fernand Cormon. Le maître le remarque d'abord, puis le juge trop original et le renvoie pour « non-conformisme dangereux »[réf. nécessaire].
En 1905, Marinot expose ses peintures avec les fauves au Salon des indépendants puis au Salon d'Automne; ainsi, à celui de 1911, le grand collectionneur russe de peintures modernes Sergueï Chtchoukine aurait acquis le portrait de sa compagne Marcelle Solanet (1911-1945).
En 1911, il visite la verrerie cristallerie des frères Eugène et Gabriel Viard. Il est alors séduit par les contrastes entre les couleurs, le chaud et le froid, le jeu de la lumière et le feu. Il continue de peindre et ses tableaux sont plus sombres (tels les portraits de Marcelle ou de Florence).
À partir de 1912, Marinot consacre la majeure partie de son temps à la verrerie. Il commence à concevoir des bols, des vases et des bouteilles, puis il peint des émaux sur la surface. Au départ, ses verres sont fins et émaillés. Par la suite, Marinot fabrique des verres plus épais : il considère ses verreries comme de vraies sculptures. Certaines de ses techniques sont demeurées inconnues.

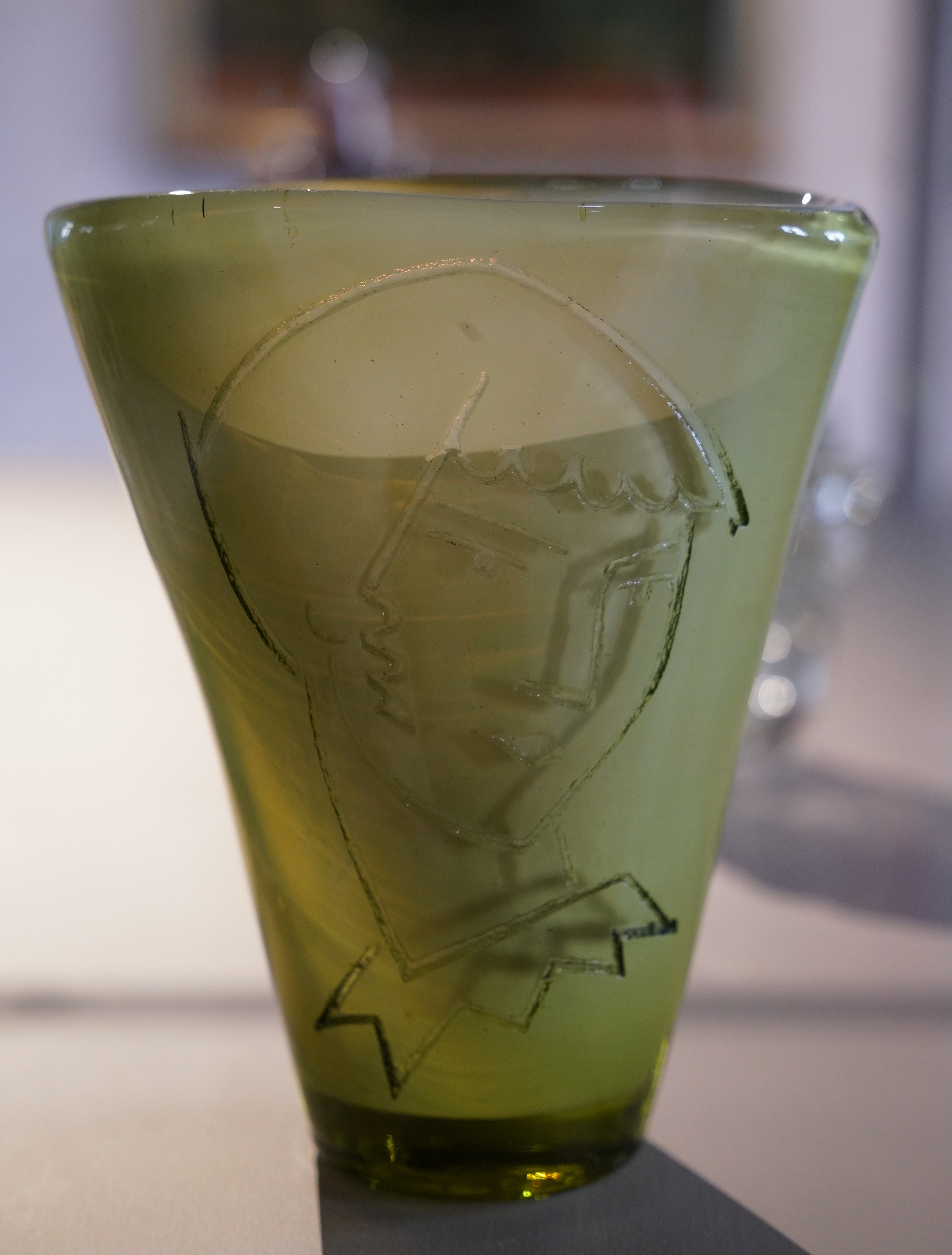
Au musée de Troyes.

La première exposition de ses œuvres de verrerie est organisée en 1913.
Les frères Viard, maîtres verriers et propriétaires des Verreries à Bar-sur-Seine, donnent à Marinot son banc et un ensemble d'outils. Ils lui apprennent à souffler le verre. En 1923, Marinot cesse d'utiliser les émaux et commence à utiliser des bulles et des feuilles de métal dans ses verres et à y introduire de la couleur.
La verrerie Viard Frères ferme en 1937. Marinot, malade, cesse le travail sur verre, mais continue à peindre. En 1944, les bombardements alliés de Troyes frappent son atelier, détruisant une partie de ses peintures, des dessins et une grande partie de ses verreries. L'artiste poursuit son œuvre secondé par sa fille Florence.
En 1939, il se lie d'amitié avec Pierre et Denise Levy, industriels troyens. En 1976, ce couple fait un important don de ses œuvres au musée d'art moderne de Troyes. Florence Marinot donne également une partie des œuvres de son père à la ville de Grenoble, Lille, Limoges, Lyon, Nice et Rennes. Elle donne ses archives à la Bibliothèque d'Art et d'Archéologie de l'Université de Paris.

### Technique
Maurice Marinot souffle lui-même le verre et travaille seul. Sa carrière de verrier s'étend de 1911 à 1937, il n'abandonne pourtant pas la peinture.
"D'abord uniquement peintre j’ai commencé par décorer d'émail des verreries exécutées d'après mes dessins sous ma direction. Puis, j'ai voulu apprendre le long métier de verrier et je l'ai appris avec passion. Je me suis fait ensuite un métier personnel pour traiter le verre soufflé en très fortes épaisseurs (...) mais je n'ai jamais cessé de peindre et j'ai continué depuis que j'ai cessé d'être verrier".
L'artiste s'attache plus au décor qu'à la matière elle-même, il agit en véritable dessinateur lorsqu'il réalise ses verreries. Il est le premier à avoir mis en avant la technique du décor à l'émail en 1911, pourtant en 1922, il se tourne vers le décor intercalaire, réalisé à l'aide de poudres d'oxydes, un type de décor était déjà utilisé avant lui par Eugène Rousseau et Émile Gallé.
Il pratique également la technique du bullage, tout comme la gravure à l'acide, de 1922 à 1937. Pour réaliser ses décors, il utilise également une roue qui lui permet de tailler de larges facettes plates ou concaves, sur les côtés ou toute la surface du verre.
La dernière technique dont il se sert pour ses œuvres est le modelage à chaud du verre, qu'il emploie à partir de 1927.

## Collections publiques
Les pays, villes et noms d'institutions sont classés par ordre alphabétique, les œuvres par date.

### États-Unis
- Louisville, Speed Art Museum
  - Hélène lisant, 1905, huile sur toile[5]
- New York, The Metropolitan Museum of Art
  - Hélène brodant à la fenêtre, 1905-1906, huile sur toile, 92.4 x 73 cm[6]

### France
- Brest, musée des Beaux-Arts[7] : 
  - Marcelle dans un jardin, huile sur toile, 46,3 x 32,7 cm ;
  - Le Mont Dore, Auvergne, huile sur toile, 46 x 38 cm ;
  - Le Lac de Guéry, Auvergne, carton, 46 x 55 cm ;
  - Femme au corsage rouge, huile sur toile, 73 x 60 cm ;
  - Florence, carton, 35 x 27 cm ;
  - Baigneuses, carton, 21,3 x 13 cm

- Caen, musée des Beaux-Arts : peinture, dessins, verrerie.

- Chartres, musée des Beaux-Arts[a] : 
  - Étude d'atelier, huile sur toile, 1904, don Florence Marinot 1991 (inv. 92.2.1) ;
  - Étude d'atelier, huile sur toile, 1905, don Florence Marinot 1991 (inv. 92.2.2) ;
  - Femme de face au bord de la mer, huile sur carton toilé 41 × 33 cm, Maroc, 1917 (inv. 91.2.3).

- Grenoble, musée : 46 œuvres.

- Lille, palais des Beaux-Arts
  - Nu à l'atelier, 1905, huile sur toile, 91 x 46.2 cm[8]
  - Le Puy Gros en Auvergne, huile sur toile, 27 x 41 cm[9]
  - Renée, huile sur toile, 41 x 33 cm[10]
  - Baigneuses, huile sur toile, 23 x 33 cm[11]
  - Main de Marinot tenant du raisin, huile sur toile, 27 x 16 cm[12]
  - Vermoise, huile sur toile, 27 x 54 cm[13]
  - Homme barbu, huile sur toile, 61 x 50 cm[14]
  - Marcelle vue de dos, huile sur toile, 33 x 24 cm[15]
  - Autoportrait, huile sur toile, 41 x 33 cm[16]
  - Soleil, huile sur toile, 38 x 45 cm[17]
  - Composition : Femme et trois enfants, huile sur toile, 24 x 33 cm[18]
  - Marocain au bord de la mer, huile sur toile, 31 x 19 cm[19]
  - Guéridon dans l'atelier, huile sur toile, 22 x 27 cm[20]
  - Effet de soleil à Bréviandes, huile sur toile, 32 x 41 cm[21]
  - Baigneuse, huile sur toile, 27 x 15 cm[22]
  - Florence, huile sur toile, 44 x 26 cm[23]
  - Florence, huile sur toile, 22 x 26 cm[24]
  - Florence au piano, huile sur toile, 27 x 16 cm[25]
  - Marcelle cousant, huile sur toile, 27 x 16 cm[26]
  - L'Atelier, huile sur toile, 32 x 19 cm[27]
  - La Table mise à l'atelier, huile sur toile, 27 x 35 cm[28]

- Lyon, musée des Beaux-Arts[3]
  - 'Portrait de Mademoiselle J.M.(étude), 1905, huile sur toile, 73 x 60.5 cm[29]
  - Flacon (ovoïde), verre soufflé à décor émaillé, 1923, H. 11,3 x L. 8,5 x P. 6,7 cm
  - Flacon (méplat), verre soufflé à décor intercalaire craquelé, 1925, H. 21 x L. 16,3 x P. 8,1 cm
  - Flacon (ovoïde), verre soufflé et gravé à l’acide, décor émaillé, 1925, H. 11,9 x L. 8 x P. 5,8 cm
  - Flacon (méplat), verre teinté et soufflé à décor de bulles, 1926, H. 31,2 x L. 14,5 x P. 7,5 cm
  - Cendrier, verre soufflé-moulé à chaud, 1929, H. 8,06 x L. 15,22 cm
  - Coupe à appliques, verre soufflé à décor intercalaire de bulles à reflets métalliques, 1929, H. 14,1 x D. 26,3 cm
  - Vase couvert, verre soufflé à décor intercalaire de bulles à reflets métalliques, 1929, H. 21,5 x L. 15,2 cm
  - Coupe à quatre cabochons, verre soufflé à décor intercalaire de bulles à reflets métalliques, 1929, H. 15,8 x D. 19,38 cm
  - Flacon (méplat), verre soufflé à décor intercalaire craquelé, 1931, H. 15,5 x L. 13,1 x P. 5,6 cm
  - Flacon (méplat), verre soufflé à décor intercalaire craquelé, 1931, H. 14,8 x L. 12,1 x P. 14 cm
  - Flacon (méplat), verre teinté et soufflé à décor de bulles, 1931, H. 14,4 x L. 10,2 x P. 7,2 cm
  - Flacon (méplat), verre soufflé à décor intercalaire de bulles à reflets métalliques, 1931, H. 18 x L. 12,9 x P. 10 cm
  - Flacon (méplat), verre soufflé à décor intercalaire craquelé, 1931, H. 10,6 x L. 10,1 x P. 6,9 cm
  - Flacon (méplat), verre soufflé à décor intercalaire de bulles à reflets métalliques, 1931, H. 24,1 x L. 13,2 x P. 7,4 cm
  - Flacon (méplat), verre soufflé à décor intercalaire craquelé, 1931, H. 11,8 x L. 11,4 x P. 5,6 cm
  - Coupe (sur pied), verre soufflé, décor intercalaire de bulles, gravé à l'acide et taillé à la roue, 1932, H. 18,1 x L. 6,4 x P. 6,4 x D. 9,2 cm
  - Flacon (méplat), verre soufflé à décor intercalaire craquelé, 1932, H. 10,4 x L. 9,1 x P. 6,6 cm
  - Flacon (méplat), verre soufflé à décor intercalaire de bulles à reflets métalliques, 1932, H. 17,3 x L. 10,3 x P. 6,4 cm
  - Vase, verre soufflé à décor intercalaire de bulles à reflets métalliques, 1933, H. 13,9 x D. 14,9 cm
  - Vase, verre soufflé, 1934, H. 16,5 x D. 17,2 cm

- Paris, Centre Pompidou- Musée national d'Art moderne
  - Jeune femme et son enfant, vers 1907, huile sur toile, 92 x 73 cm[30]

- Paris, musée d'Art moderne de la Ville
  - Sans titre, 1902, huile sur toile, 38 x 46 cm[31]
  - Portrait de Périer, 1905, huile[32]
  - Intérieur à la chaise cannée avec Hélène,1905, huile[33]
  - Intérieur, 1905, huile[34]
  - Intérieur, femme lisant, Hélène, 1906, huile[35]
  - Bouquet de roses chez les parents de l'artiste, 1906, huile[36]
  - Paris, vue sur le Luxembourg, 1906, huile[37]
  - L'enfant nu, 1906, huile[38]
  - Danaïde, 1910, huile[39]
  - Femme à la draperie, 1911, huile[40]
  - Florence au tablier gris, 1925, huile[41]
  - Autoportrait, 1934, huile[42]
  - Nu, Florence, 1934, huile[43]
  - Autoportrait, 1936, huile[44]
  - Nu, Marcelle de profil, 1937, huile[45]
  - Florence à la verrerie, 1938, huile[46]
  - Tête de femme, Florence, 1946, huile[47]
  - Vermoise, paysage avec Florence, 1959, huile[48]
  - La terrasse à la maison, 1959, huile[49]

- Pau, musée des Beaux-Arts
  - À Paris, tête d'homme au chapeau, dessin, 1906, 24 x 9,5 cm
  - Marcelle, nu assis, huile sur carton, 1934, 46 x 38 cm[50]
  - Florence au Piano, huile sur carton, 1936, 46 x 37 cm[51]
  - Le Bouquet, dessin, 1945, 66 x 42 cm
  - Paysage à Vermoise, dessin, 1957, 50 x 65 cm
  - Brouillard sur la campagne, dessin, 1957, 65 x 51,5 cm

- Rennes, musée des Beaux-Arts
  - Marcelle dans la campagne, près de la colline de Montgeux, 1903, huile sur toile, 33 x 41 cm[52]
  - Église des Noës, le matin au soleil, 1905, huile sur toile, 65 x 50 cm[53]
  - Florence de profil, 1936, huile sur carton, 46 x 38 cm[54]
- Roanne, musée des Beaux-Arts et d'Archéologie
  - Marcelle allaitant Florence, 1911, huile sur carton

- Saint-Étienne, musée d'Art moderne et contemporain de Saint-Étienne Métropole
  - Étude d'atelier, 1904, huile sur toile, 81 x 65 cm[55]
  - Étude de Femme âgée, 1905, huile sur toile, 81 x 65 cm[56]
  - Trois Femmes au jardin, 1907, huile sur papier marouflé sur toile, 50 x 48.5 cm[57]
  - Paysage, 1910, huile sur toile collée sur carton, 24 x 33 cm[58]
  - Le Puy de Cliergue, 1931, huile sur toile, 65 x 81 cm[59]
  - Nu dans un paysage, 1935, huile sur carton, 25 x 31 cm[60]
  - Florence au piano, 1938, huile sur carton, 24 x 33 cm[61]
- Saint-Germain-en-Laye, musée départemental Maurice-Denis
  - L'Enfant à la rose, 1909, huile sur toile, 100 x 100 cm[62]

- Sète, musée Paul-Valéry
  - Femmes lisant dans un paysage, 1904, huile sur toile, 35 x 27 cm[63]
- Troyes, musée d'Art moderne
  - Composition - Personnages dans un paysage, 1901, huile sur toile, 45 x 60 cm[64]
  - Femme lisant et nu, 1903, huile sur carton, 32 x 24 cm[65]
  - Intérieur, 1904, huile sur toile, 25 x 33 cm[66]
  - Tête de grand-mère au bonnet, 1904, huile sur toile, 55,5 x 46 cm[67]
  - Étude d'atelier,1904, huile sur toile, 46 x 38 cm[68]
  - Église des Noës, un après-midi d'avril, 1905, huile sur toile, 54 x 41 cm[69]
  - Vue prise d'un cinquième à Paris, 1905, huile sur toile, 55 x 33 cm[70]
  - Intérieur, 1906, huile sur toile, 93 x 73 cm[71]
  - Fuchsia sur une table de jardin, 1906, huile sur toile, 80 x 64 cm[72]
  - Roses sur un tapis, 1906, huile sur toile, 55 x 46 cm[73]
  - Les Soleils, 1906, huile sur toile, 80 x 80 cm[74]
  - Brodeuse à la fenêtre, 1907, huile sur toile, 95 x 95 cm[75]
  - Femme cousant dans un jardin, 1907, huile sur toile, 24 x 19 cm[76]
  - Femme et son enfant dans un jardin, 1907, huile sur toile, 92 x 73 cm[77]
  - Femme dans un paysage, huile sur toile, 1908, 24 x 19 cm[78]
  - Réunion de femmes et enfants, 1909, huile sur toile, 81 x 100 cm[79]
  - Marcelle, 1912, huile sur carton,marouflage, 52.5 x 42 cm[80]
  - Maroc, 1917, huile sur toile, 22 x 16 cm, inv MNPL252[81]
  - Maroc, 1917, huile sur toile, 22 x 16 cm,inv MNPL253[82]
  - Maroc, 1917, huile sur toile, 46 x 38 cm[83]
  - Nu, Marcelle au bracelet, 1926, huile sur carton, 24 x 33 cm[84]
  - Saint-Mards-en-Othe, 1929, huile sur toile, 27 x 41 cm[85]
  - Baigneuse, Marcelle, 1930, huile sur carton, 19 x 13 cm[86]
  - Florence au piano, 1930, huile sur carton, 33 x 19 cm[87]
  - Marcelle dormant, 1933, huile sur carton, 46 x 55 cm[88]
  - Autoportrait au chevalet, 1939, huile sur carton, 27 x 19 cm[89]
  - Nature morte et personnages - Florence et Hélène, 1946, huile sur toile, 27 x 41 cm[90]
  - Paysage au grand toit, 1948, huile sur toile, 24 x 33 cm[91]
  - Nature morte au verre de vin, 1948, huile sur carton, 47 x 38 cm[92]
  - Tête d'homme, 1949, huile sur toile, 41 x 33 cm[93]
  - Intérieur à Bréviandes, 1955, huile sur carton, 33 x 42 cm[94]
  - Baigneuses, 1958, huile sur carton, 12 x 20.5 cm[95]
  - Paysage à Bréviandes, 1958, huile sur toile, 49.5 x 60 cm[96]
  - Paysage, le soir, huile sur toile, 12 x 18 cm[97]
  - Tête de femme, huile sur toile, 55 x 46 cm[98]
  - Florence, huile sur carton, 46 x 38 cm[99]
  - Sous-bois à Vermoise, huile sur toile, 60 x 73 cm[100]
  - Femme et son enfant, huile sur toile, 65 x 54 cm[101]

- Musée Jules Cheret de Nice

- Château de Dieppe, peintures, verreries, dessins.

- Musée Despiau-Wlérick de Mont-de-Marsan (Landes)[102]

- Musée des beaux-arts de Bernay, peintures, dessins, papiers découpés

- Musée Paul Valéry de Sète, Femmes lisant dans un paysage, 1904

- Versailles, musée Lambinet
- Paris internat, Fusain et gouache, 34 x 36,4 cm
- Femme dessinant, fusain, 23,2 x 14,5 cm
- Enriquez (internat Paris) au verso silhouette de Boriquez, 18 x 11,8 cm
- Savarioud (internat Paris), fusain, 18 x 11,8 cm
- Femme marchand. Au verso, femme vue de dos, fusain, 19 x 11,2 cm
- Tête de femme de profil, fusain, 17,8 x 12 cm
- Tête de femme au chapeau. Au verso, femme vue de dos, fusain, 18 x 11,5 cm
- Femme au chapeau. Au dos, femme vue de dos, fusain, 18 x 12 cm
- A Paris, vue du Panthéon, lavis, 30,4 x 22,7 cm
- L'homme aux deux chevaux, Lavis brun et sanguine, 30,7 x 22,6 cm
- Intérieur avec femme cousant, Lavis encre de Chine, 23 x 36 cm
- Mendiante au Maroc, Lavis encre de Chine, 45,2 x 28 cm
- Marcelle allaitant Florence, Lavis brun sur papier beige, 34 x 36,4 cm

### Irlande
- Dublin, National Gallery of Ireland
  - Marcelle, 1904, huile sur toile, 24 x 19 cm[103]
  - Étude pour "David", 1905, huile sur toile, 27 x 22 cm[104]
  - Portrait de Florence au chapeau, 1924, huile sur panneau, 41 x 33 cm[105]
  - Paysage de la forêt d'Othe, 1929, huile sur toile, 27 x 41 cm[106]
  - Scène de neige à Bréviandes, 1951, huile sur panneau, 33 x 41 cm[107]

### Royaume-Uni
- Cardiff, National Museum Wales
  - Paysage d'Auvergne, 1930, huile sur toile, 50.5 x 81.2 cm[108]
  - Dans un jardin, huile sur toile, 45 x 38 cm[109]
  - La baigneuse, huile sur toile, 18.1 x 29.7 cm[110]
  - L'église des Noës, temps couvert, huile sur toile, 65.2 x 50.4 cm[111]
- Leicester, New Walk Museum and Art Gallery
  - Femme à la tête levée, 1946, huile sur toile, 41 x 33 cm[112]
  - Paysage aux grands arbres, 1947, huile sur toile, 73 x 60 cm[113]
  - Nature morte aux pommes, huile sur toile, 65 x 50 cm[114]
  - Intérieur d'église, huile sur toile, 40 x 31 cm[115]

## Expositions
- Maurice Marinot Troyes 1882 - Troyes 1960 - Penser en verre , Musée d'Art moderne de Troyes, du 9 juillet 2010 au 31 octobre 2010 ; catalogue illustré de 207 pages (Somogy, 2010);
- Maurice Marinot. Il vetro, 1911-1934, Fondation Cini, du 25 mars 2019 au 28 juillet 2019 [116].